# Oxycheilinus celebicus
Oxycheilinus celebicus är en fiskart som först beskrevs av Bleeker, 1853.  Oxycheilinus celebicus ingår i släktet Oxycheilinus och familjen läppfiskar. IUCN kategoriserar arten globalt som livskraftig. Inga underarter finns listade i Catalogue of Life.